# Café des 2 Moulins
Le café des 2 Moulins est un café-brasserie de Montmartre, dans le 18e arrondissement de Paris, rendu célèbre par le film Le Fabuleux Destin d'Amélie Poulain.

## Localisation
Le café des 2 Moulins est sis au 15 rue Lepic, à l'angle de la rue Cauchois, dans le 18e arrondissement de Paris. Situé dans le quartier des Grandes-Carrières, il est au pied de la butte Montmartre.
Tout près se trouve un autre lieu du Fabuleux Destin d'Amélie Poulain : l'épicerie de Collignon, située rue des Trois-Frères.
Il est desservi par la station Blanche sur la ligne 2 du métro de Paris. 

## Histoire
Le nom du café des 2 Moulins fait référence au Moulin-Rouge et à celui de la Galette, tous deux proches.
Le café est rendu célèbre en 2001 par le film Le Fabuleux Destin d'Amélie Poulain, réalisé par Jean-Pierre Jeunet. Il lui a en effet servi de décor, et le personnage principal y travaille comme serveuse. À la suite du succès du film, le café est devenu un lieu touristique, et une affiche du film a été installée à l'intérieur du café. 
Le comptoir à tabac, tenu dans le film par Georgette (Isabelle Nanty), a fermé en 2002 à la suite du changement de propriétaire,.
L'établissement a été immatriculé au Registre du commerce et des sociétés en 1964. Selon Marc Fougedoire, propriétaire de l'établissement depuis 2003, il a ouvert ses portes au début du XXe siècle mais n'a pris son nom actuel que dans les années 1950. Il avait déjà servi de lieu de tournage à deux autres films avant Amélie Poulain.

Intérieur du café
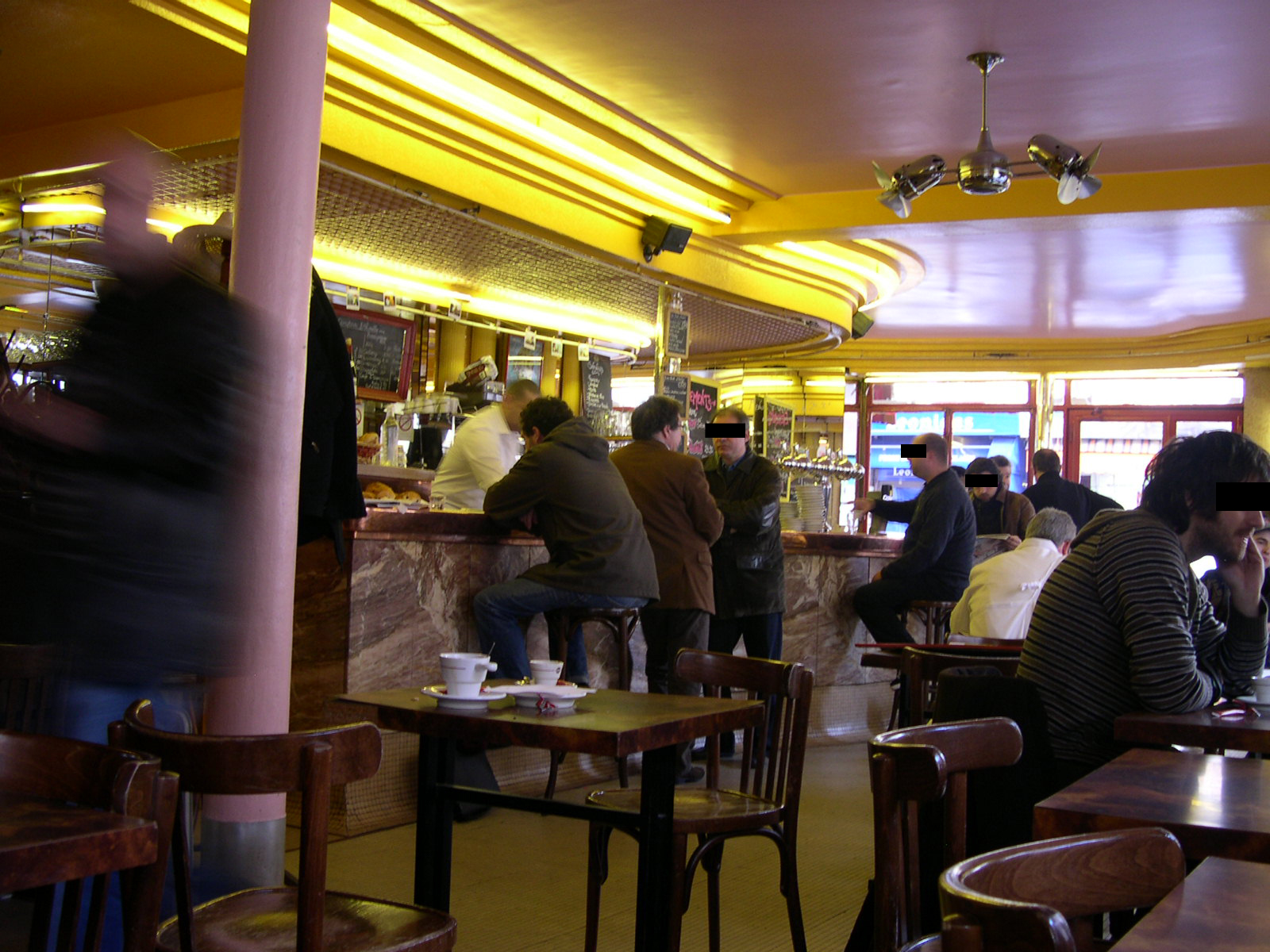
Comptoir.
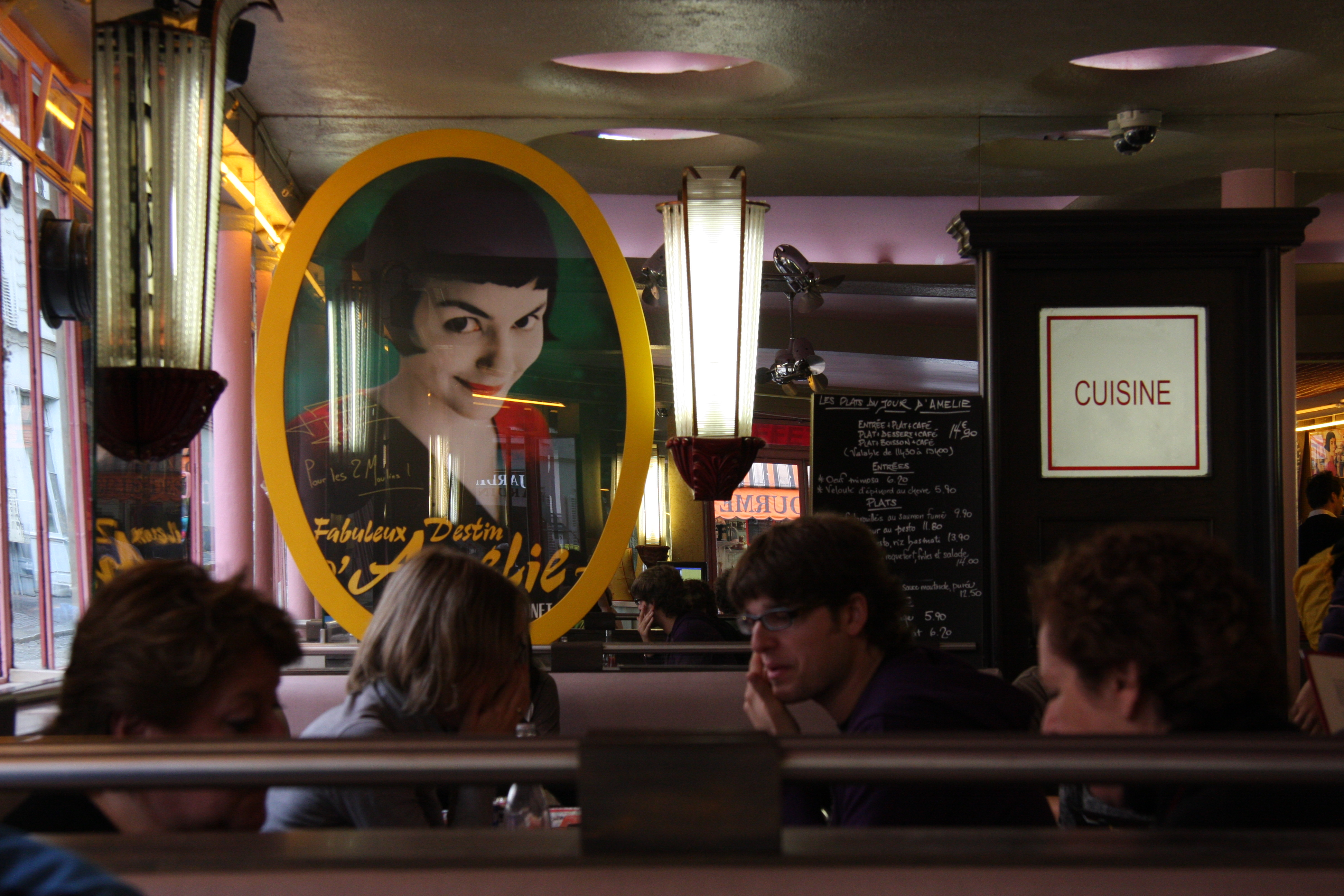
Affiche du film.